# Non Stop
Non Stop a fost o formație de muzică dance din România, formată de Alex Pelin, Gabriel Huiban și Marian Stavar.
Cea mai cunoscută piesă este „Jimmy, Jimmy”, care a făcut senzație în anul 2000.
După o pauză de aproape zece ani, în 2009 Marian Stavar a încercat să intre din nou în topuri, cu un stil dance-club și un nume de scenă nou, Ryan, însă fără succes.
Alex Pelin și Gabriel Huiban au devenit producători muzicali.